# Liste des députés européens de Hongrie de la 7e législature
Cet article présente la liste des 22 députés européens élu en Hongrie de la période 2009-2014, élus lors des Élections européennes de 2009 en Hongrie.
| Nom                                                                        | Parti                          | Groupe parlementaire européen |
| -------------------------------------------------------------------------- | ------------------------------ | ----------------------------- |
| Erik Bánki (À partir du 1er juin 2012 en remplacement de János Áder)       | Fidesz-Union civique hongroise | PPE                           |
| Lajos Bokros                                                               | MDF                            | ECR                           |
| Béla Kovács (À partir du 31 mai 2010 en remplacement de Zoltán Balczó)     | Jobbik                         | Non-inscrits                  |
| Tamás Deutsch                                                              | Fidesz-Union civique hongroise | PPE                           |
| Kinga Gál                                                                  | Fidesz-Union civique hongroise | PPE                           |
| Béla Glattfelder                                                           | Fidesz-Union civique hongroise | PPE                           |
| Zoltán Bagó (À partir du 12 septembre 2010 en remplacement d'Enikő Győri)  | Fidesz-Union civique hongroise | PPE                           |
| András Gyürk                                                               | Fidesz-Union civique hongroise | PPE                           |
| Kinga Göncz                                                                | MSZP                           | S&D                           |
| Zita Gurmai                                                                | MSZP                           | S&D                           |
| Ágnes Hankiss                                                              | Fidesz-Union civique hongroise | PPE                           |
| Edit Herczog                                                               | MSZP                           | S&D                           |
| Lívia Járóka                                                               | Fidesz-Union civique hongroise | PPE                           |
| Ádám Kósa                                                                  | Fidesz-Union civique hongroise | PPE                           |
| Krisztina Morvai                                                           | Jobbik                         | Non-inscrits                  |
| Csaba Őry                                                                  | Fidesz-Union civique hongroise | PPE                           |
| Ildikó Gáll-Pelcz (À partir du 2 juin 2010 en remplacement de Pál Schmitt) | Fidesz-Union civique hongroise | PPE                           |
| György Schöpflin                                                           | Fidesz-Union civique hongroise | PPE                           |
| Csanád Szegedi                                                             | Jobbik                         | Non-inscrits                  |
| László Surján                                                              | Fidesz-Union civique hongroise | PPE                           |
| József Szájer                                                              | Fidesz-Union civique hongroise | PPE                           |
| Csaba Sándor Tabajdi                                                       | MSZP                           | S&D                           |